# Geroncjusz z Jerozolimy
Geroncjusz z Jerozolimy (ur. ok. 395, zm. 480/485) – grecki mnich. W roku 439 objął zarząd m.in. nad klasztorem na Górze Oliwnej. Przeciwnik nestorian i postanowień Soboru w Chalcedonie, zwolennik nauki Cyryla Aleksandryjskiego. Po roku 479 opuścił Jerozolimę. Autor pisma pod tytułem Żywot świętej Melanii (Vita sanctae Melaniae). Dzieło to, napisane w języku greckim, zachowało się w dwóch wersjach łacińskich i uznawane jest za wartościowe źródło wiedzy o palestyńskim ascetyzmie.